# Вагенбург

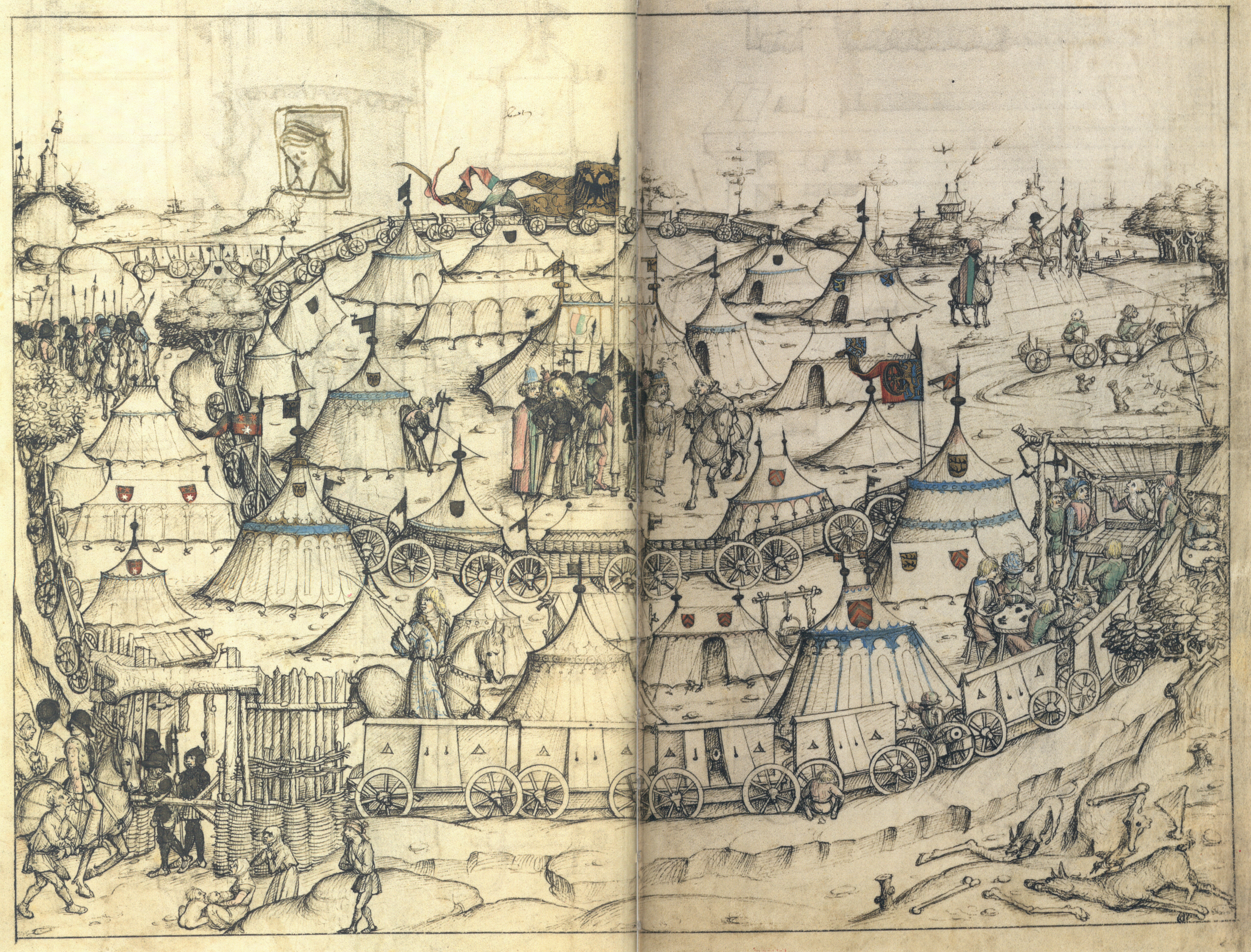
Вагенбург. Немецкая гравюра конца XV века.

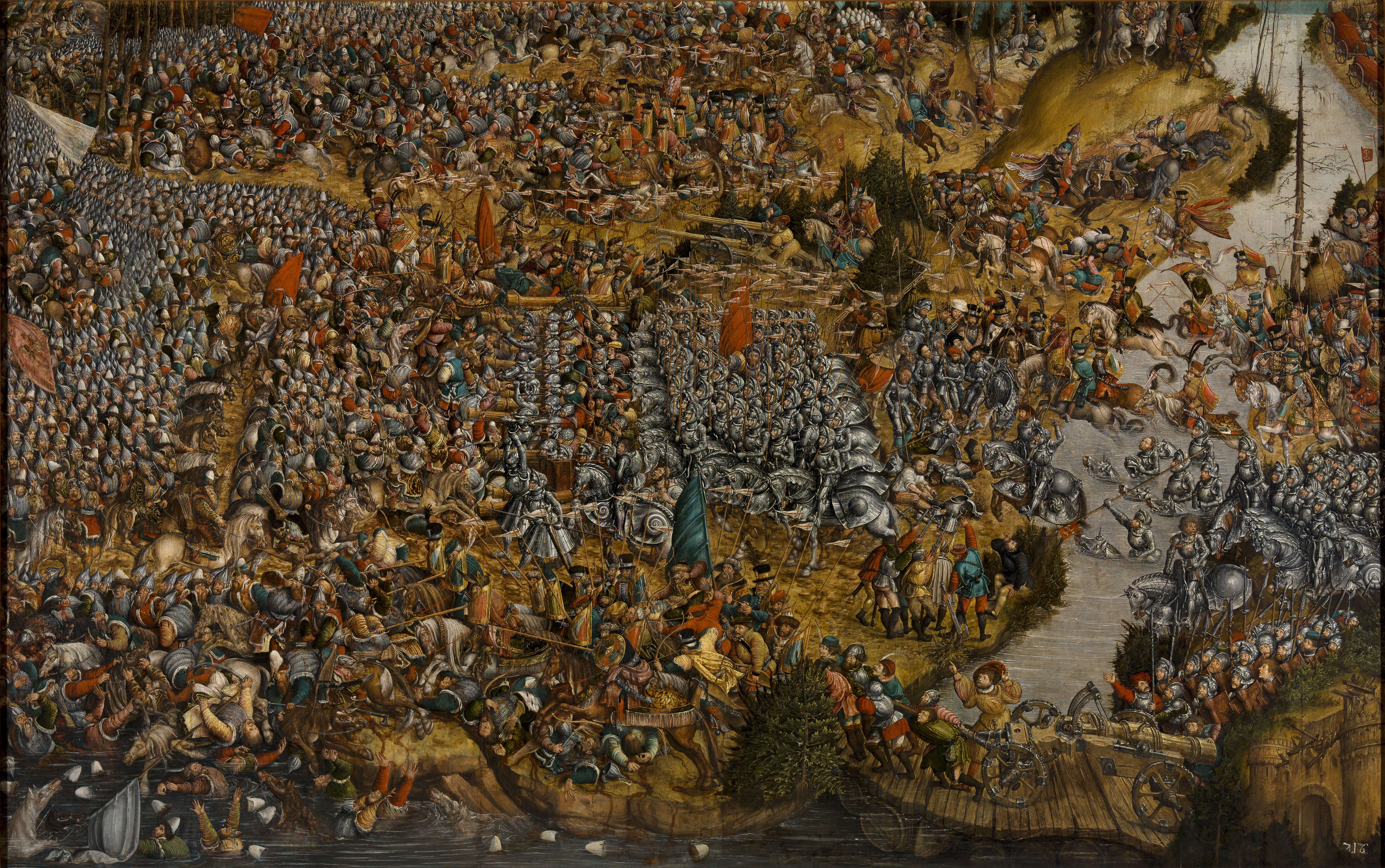
Битва под Оршей (1514). Слева русское войско, в правом верхнем углу вагенбург.

Вагенбург (нем. Wagenburg), вагонфорт (англ. Wagon fort), Гуляй-город — передвижное полевое укрепление из повозок в XV—XVIII веках.
Вагенбург также мог строиться из импровизированных средств (например, в Селёдочной битве (1429 год) вагенбург был выстроен англичанами из обозных телег). Поэтому в широком смысле вагенбургом называли любое передвижное фортификационное сооружение, внутри которого находились оружие и люди. Вагенбург обеспечивал преимущество в бою в период, когда широко применялась тяжёлая (рыцарская) кавалерия, а ручное огнестрельное оружие ещё не получило большого распространения. С развитием огнестрельного оружия стало выгоднее использовать линейное построение пехоты. А массовое появление полевой артиллерии (которая легко поражала деревянные щиты) превратило его в архаизм. Далее применение подвижной фортификации регулярными войсками носило, скорее, единичный характер. Во времена А. В. Суворова Вагенбург — временное укрепление, составленное из повозок обоза; укреплённая стоянка обоза. В современном английском языке военный термин «laager» (вагенбург) означает одну из форм построения броневого и танкового вооружения и техники.

## Применение

### Китай
Использование вагенбургов описано в китайском историческом трактате «Ханьшу». Так, в 119 году до н. э. в ходе хунно-китайских войн полководец Вэй Цин выстроил свои боевые колесницы (武剛車) в круг и в такой своеобразной крепости отразил атаку кавалерии противника, после чего контратаковал и обратил врага в бегство. Однако в основном китайцы использовали боевые колесницы для атаки на врага (в качестве аналога тяжёлой кавалерии).

### Древний Рим

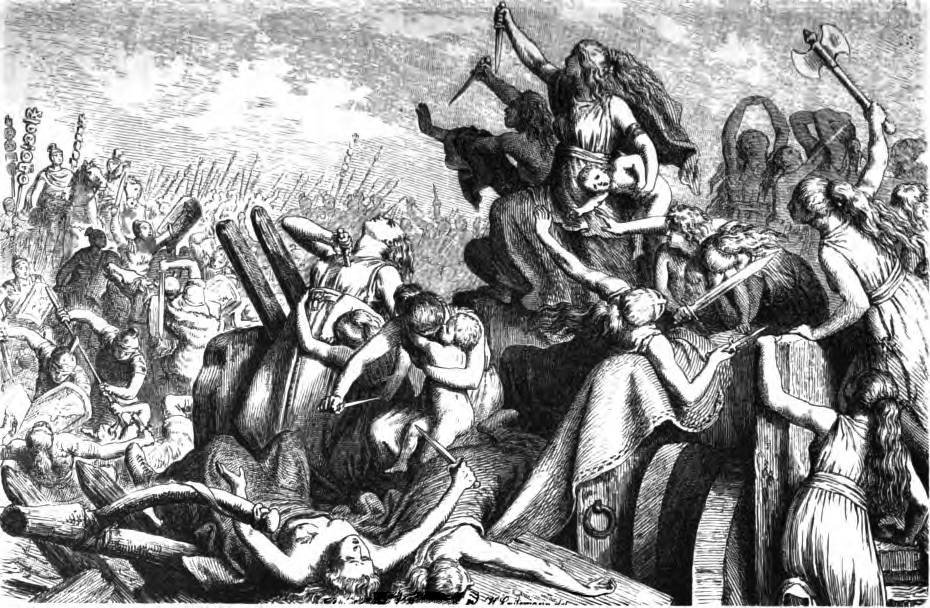
Тевтонские женщины кончают жизнь самоубийством на вагенбурге. Картина Генриха Лёйтеманна (1882)

Древнейшим из известных авторов, упоминающих использование вагенбургов, является Аммиан Марцеллин (офицер римской армии, живший в IV веке). Он описывает похожие передвижные укрепления готов.

### Кочевники
Существуют предположения, что подобную тактику могли использовать и кочевые народы южнорусских степей до монгольского нашествия — начиная с хуннов и заканчивая половцами.

### Чехия (Богемия)

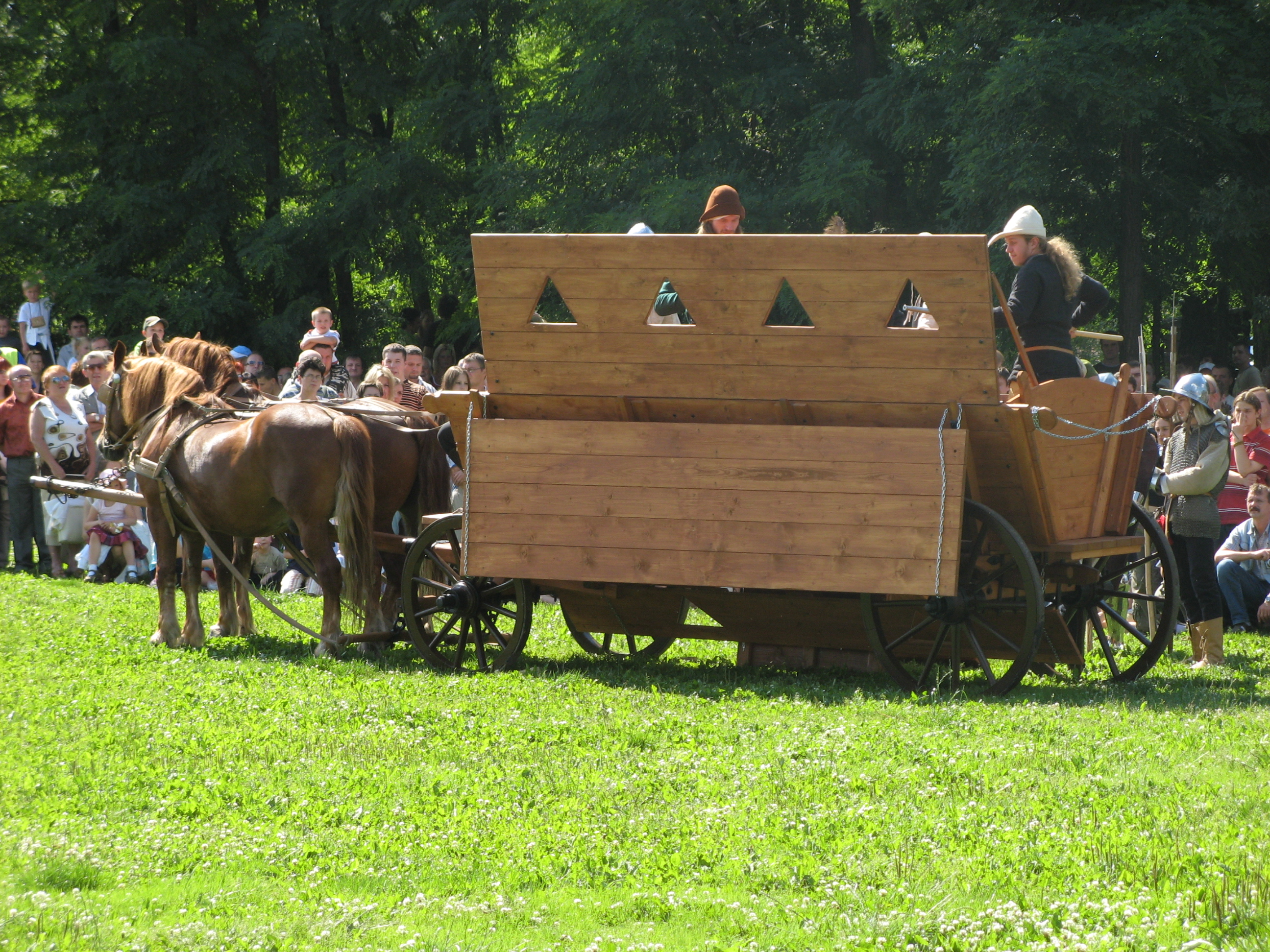
Реплика гуситского боевого воза участвует в реконструкции событий гуситских войн

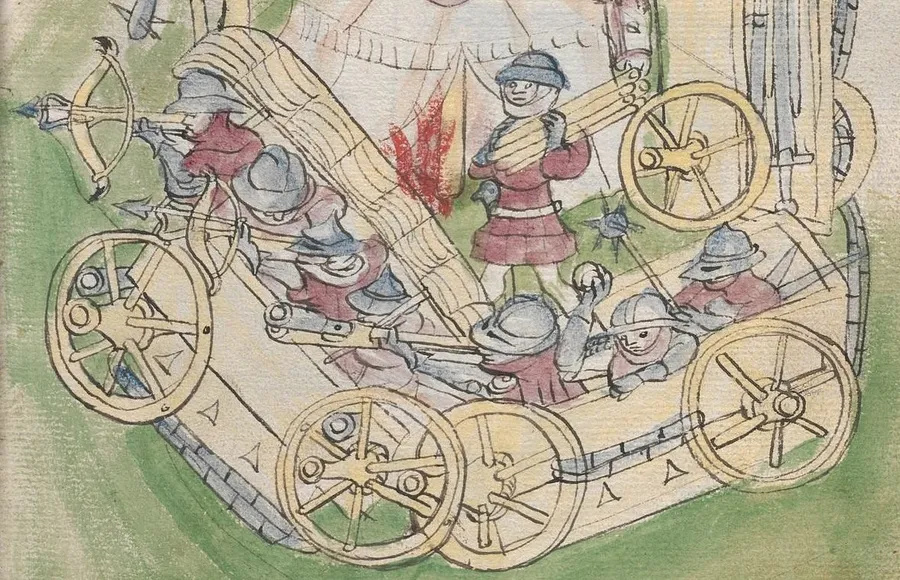
Гуситская vozová hradba. Миниатюра начала XV века

Широкое применение вагенбурги получили в гуситских войнах (1419—1434). Во многом благодаря боевым возам с установленными на них орудиями, гуситы успешно отражали атаки тяжеловооружённого противника. Чешский вариант вагенбурга назывался «табор» (чеш. tábor) или «возова градьба» (чеш. vozová hradba).
Как правило, вагенбург из боевых возов строился в виде четырёхугольника; нередко возы соединялись железными цепями. Со стороны противника перед вагенбургом мог дополнительно выкапываться ров. С флангов оставлялись большие промежутки для контратак. Внутри вагенбурга устанавливалась артиллерия (при её наличии). Лёгкая артиллерия и стрелки занимали позиции непосредственно на возах (для стрельбы в щитах имелись бойницы).
За каждым боевым возом закреплялось по 18-21 бойцу, из которых было: 4-8 арбалетчиков, 2 стрелка из ручных бомбард (фактически, у них могло быть любое доступное ручное огнестрельное оружие), 6-8 бойцов, вооружённых древковым оружием (алебарды, боевые цепы и т. п.), 2 переносчика щитов и два возчика.
Тактика применения чешского вагенбурга заключалась обычно в том, что гуситы сначала позволяли противнику атаковать их укрепление. При этом противнику приходилось идти в атаку под сильным огнём. Вражеская конница (как правило, это были тяжеловооружённые рыцари) не могла проникнуть за линию возов, а когда кавалеристы останавливались перед возами, их атаковали прямо с возов бойцы, вооружённые алебардами, боевыми цепами и прочим древковым оружием. Стрелки и артиллерия при этом вели огонь буквально в упор. Как только гуситы решали, что противник понёс достаточные потери и/или деморализован, их пехота и конница переходила в контратаку.
Успех применения гуситами вагенбургов привел к тому, что их противники переняли эту тактику. В битве при Тахове (1427) германские крестоносцы использовали вагенбург, но (очевидно, по причине отсутствия опыта) неудачно. А в битве у Липан (1434) сошлись две чешские армии: табориты и чашники, каждая из которых использовала вагенбурги. При этом табориты потерпели сокрушительное поражение; выяснилось, что если противник врывается в вагенбург, он из крепости превращается в смертельную ловушку, из которой нет выхода. С гибелью таборитской армии закончилось применение вагенбургов в Чехии.

### Венгрия
Тактику использования вагенбургов для борьбы с кавалерией у Яна Жижки и гуситов перенял венгерский король Матьяш I Корвин, который использовал её успешно со своей Чёрной армией.

### Россия
Вагенбург — построение обоза в виде четырехугольника или какой-нибудь другой замкнутой формы, в зависимости от местности, для этого обозные повозки устанавливаются рядом, дышлами и оглоблями во внутрь.
В Русской армии вагенбург одной главной квартиры состоял в то время более чем из 800 повозок при 2 500 лошадях.
Согласно «Учреждению для управления большой действующей армии», подписанному 27 января 1812 года императором Российской империи Александром I, генерал-гевальдигер «есть военный полицмейстер в лагере армии, в главной квартире и вагенбурге» (о должности румормейстера уже не упоминается).
В 1920-х годах он мог доставить укрытие войскам лишь против атаки в конном строю.

### Новое время: Америка, Африка
Своеобразным возрождением вагенбургов стали импровизированные мобильные укрепления белых поселенцев в Северной Америке и Южной Африке. Такое укрепление называли по-испански «корраль» или на африкаанс «лаагер». Походные колонны поселенцев нередко подвергались нападению аборигенов и обычных грабителей. Для защиты от нападения поселенцы выстраивали свои повозки в круг (на время стоянки, а также при виде возможного противника). Таким образом, животные и люди, неспособные к бою, были укрыты от нападения. А защитники занимали места по периметру, откуда и вели огонь. Впоследствии команда «повозки в круг!» стала одним из клише фильмов в жанре «вестерн».